# 糾問式訴訟
糾問式訴訟（英語：Inquisitorial System）又稱糾問制度，是歐洲各國在中世紀时期、亞洲各一直持续到19世紀末期，中國到20世紀初期都還使用的刑事訴訟制度。其特色是法官兼任檢察官，即法官同時是負責提出證據、試圖證明被告有罪的人。在中國古代，判官一方面審判論刑，另一方面也要找出證據。
糾問式訴訟的最大問題在於：由於球員（檢察官）兼任裁判（法官），自然就難以公平對待「另一隊的球員」（被告）。畢竟檢察官的任務主要是證明被告有罪，因此在蒐證、推理時就算再怎麼克制，仍難免犯有罪推定、較重視不利被告的證據、甚至朝有罪方向曲解證據的種種偏誤。相較之下，對抗制的法官比較能客觀中立看待證據。
在現代的刑事訴訟中，糾問制度被對抗制取代，亦即司法官員的角色被拆成法官和檢察官兩個不同的職務，由不同人擔當，檢察官負責提出證據證明被告有罪，法官負責根據法庭上辯論結果以裁定被告罪名是否成立及判處刑罰（這是歐陸法系的法官任務。在英美法體系中，對於較嚴重的罪行，陪審團負責裁定被告罪名是否成立，法官負責判處刑罰）。此外，並為被告加上了辯護人這個工具，以達到與檢察官與被告之間的武器平等，亦即使被告能在法律知識上與受過專業法律訓練的檢察官平起平坐。於是現代刑事訴訟中，判官與嫌犯之間的兩方關係，變成「審、檢、辯」的三方關係。

## 延伸閱讀
- French Code of Penal Procedure (Code de procédure pénale)
  - legislative part （页面存档备份，存于）
  - regulatory section （页面存档备份，存于） — regulations taken after advice of the Conseil d'État
- American Law Encyclopedia: Inquisitorial System （页面存档备份，存于）